# Cuenca (Batangas)
Cuenca is een gemeente in de Filipijnse provincie Batangas op het eiland Luzon. Bij de laatste census in 2010 telde de gemeente ruim 31 duizend inwoners.

## Geografie

### Bestuurlijke indeling
Cuenca is onderverdeeld in de volgende 21 barangays:
| - Balagbag - Barangay 1 - Barangay 2 - Barangay 3 - Barangay 4 - Barangay 5 - Barangay 6 - Barangay 7 - Barangay 8 - Bungahan - Calumayin | - Dalipit East - Dalipit West - Dita - Don Juan - Emmanuel - Ibabao - Labac - Pinagkaisahan - San Felipe - San Isidro |

## Demografie
Cuenca had bij de census van 2010 een inwoneraantal van 31.236 mensen. Dit waren 2.655 mensen (9,3%) meer dan bij de vorige census van 2007. Ten opzichte van de census van 2000 was het aantal inwoners gegroeid met 5.594 mensen (21,8%). De gemiddelde jaarlijkse groei in die periode kwam daarmee uit op 1,99%, hetgeen hoger was dan het landelijk jaarlijks gemiddelde over deze periode (1,90%).

De bevolkingsdichtheid van Cuenca was ten tijde van de laatste census, met 31.236 inwoners op 58,18 km², 536,9 mensen per km².
Agoncillo · Alitagtag · Balayan · Balete · Batangas City · Bauan · Calaca · Calatagan · Cuenca · Ibaan · Laurel · Lemery · Lian · Lipa · Lobo · Mabini · Malvar · Mataasnakahoy · Nasugbu · Padre Garcia · Rosario · San Jose · San Juan · San Luis · San Nicolas · San Pascual · Santa Teresita · Santo Tomas · Taal · Talisay · Tanauan · Taysan · Tingloy · Tuy